# Ceram
La isla de Ceram o Seram (también llamada Seran o Serang) (en indonesio: Pulau Seram) es una isla de Indonesia perteneciente al archipiélago de las islas Molucas. Con una extensión de 17 100 km², su máxima altura la posee el monte Binaia, de 3019 metros. La principal población y puerto de la isla es Masohi.
La isla estuvo bajo la influencia de los gobernantes de Ternate y Tidore durante la Edad Contemporánea; fue visitada por misioneros portugueses en el siglo XVI y pasa a ser controlada por los holandeses desde mediados del XVII.
Como el resto de las pertenecientes a las Molucas, esta isla pertenece al área de la Wallacea, de gran interés científico por su rica biodiversidad situada entre el Sudeste asiático y Oceanía.

## Historia

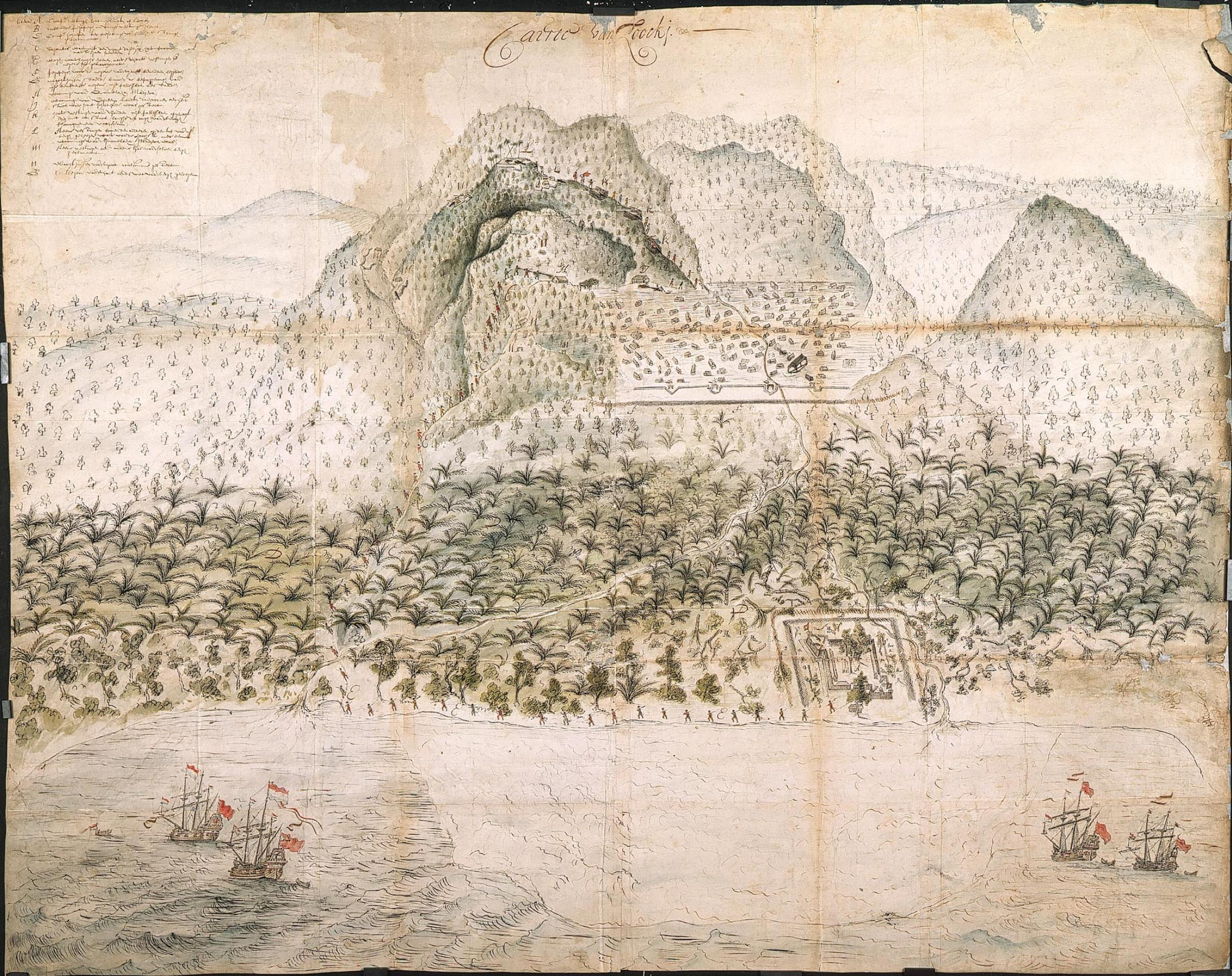
Fuerte neerlandés en Loki y tropas de la Compañía en el interior, c. 1652

La mayoría de los molusqueños centrales consideran a Ceram como su hogar ancestral original y todavía se la conoce coloquialmente como Nusa Ina (Isla Madre).
En los siglos XV y XVI, Ceram estaba generalmente dentro de la esfera de influencia de Ternate, aunque a menudo fue gobernada más directamente por Buru, un estado vasallo de Ternaten. La expedición de  António de Abreu (como capitán) y de Francisco Serrão avistó y exploró toda la costa sur de Ceram a principios de 1512, por primera vez para los europeos. Los misioneros portugueses estuvieron activos allí en el siglo XVI. Los puestos comerciales neerlandeses se abrieron a principios del siglo XVII, y la isla quedó bajo el control nominal neerlandés hacia 1650. En la década de 1780, Ceram fue una base clave de apoyo para la rebelión de largo recorrido del príncipe Nuku de Tidore contra el dominio neerlandés. Desde 1954 hasta 1962, el terreno montañoso de la isla fue escenario de una lucha guerrillera armada contra el gobierno indonesio por el movimiento contrarrevolucionario de la República de Molucas del Sur dirigido por Soumokil.

## Geografía y geología
Seram está atravesado por una cordillera central, cuyo punto más alto, el Monte Binaiya, está cubierto de densas selvas tropicales. Su geología notablemente compleja se debe a su ubicación en la reunión de varias microplacas tectónicas, que se han descrito como "una de las áreas más compleja tectónicamente de la Tierra".[Seram en realidad cae sobre su propia microplaca, que ha sido torcida en 80 ° en los últimos 8 millones de añospor el movimiento relativamente más rápido de la microplaca de Papúa. Mientras tanto, junto con el empuje hacia el norte de la Placa Australiana, esto ha resultado en la elevación que da picos de Seram centro-norte de más de 3000 m. En la isla, hay importantes áreas kársticas. En las montañas, cerca de Sawai, se encuentra la cueva Hatu Saka, actualmente la cueva más profunda de Indonesia (-388 m). En el distrito de Taniwell, en la costa norte, se encuentra el río subterráneo Sapalewa, uno de los ríos subterráneos más grandes del planeta.
La población de la isla en el censo de 2010 era de 434.113 personas, administradas entre 3 regencias, la Regencia de Maluku Tengah tenía 170.392 personas en la propia isla Seramy 191.306 en las islas menores (mayoría en la isla Ambon), la totalidad de la Regencia Seram Bagian Barat y la Regencia Seram Bagian Timur.

## Ecología
La isla Seram es notable por su alto grado de endemismo localizado de aves. Hay 117 especies de aves en la isla, 14 especies o subespecies son endémicas, incluyendo el loro eclectus, el loro de la siesta púrpura, la cacatúa crestada de salmón, el búho enmascarado Seram, el martín pescador lázuli, el martín pescador sagrado, el fraile de cuello gris y el loro rey moluca.
Los mamíferos que se encuentran en Seram incluyen especies asiáticas (roedores muridos) así como marsupiales australásicos. La zona montañosa de Seram alberga el mayor número de mamíferos endémicos de cualquier isla de la región. Alberga 38 especies de mamíferos e incluye nueve especies endémicas o casi endémicas, varias de las cuales se limitan a hábitats montañosos. Estos incluyen el bandicoot Seram, el zorro volador de las Molucas, el zorro volador de Seram, la rata de cola de mosaico de Manusela, la rata Ceram espinosa y la rata Ceram, todos considerados amenazados.
Los cocodrilos de agua salada existen dentro de algunos de los ríos de la isla, incluido el río Salawai.
En la parte oriental de la isla, el parque nacional de Manusela se estableció en 1997, cubriendo un área de 1890 km² (11% de la isla).

## Administración
Seram incluye tres de las regencias dentro de la provincia de Maluku. West Seram (Kabupaten Seram Bagian Barat), capital de Dataran Hunipopu, tenía una población (2003) de 140.657 habitantes; y Seram Oriental (Kabupaten Seram Bagian Timur), capital de Dataran Hunimoa, tenía una población (2003) de 78.336 habitantes. La Regencia Central de Maluku (Kabupaten Maluku Tengah), con su capital en Masohi, incluye la parte media de Ceram, así como algunas otras islas más pequeñas.

## Religión

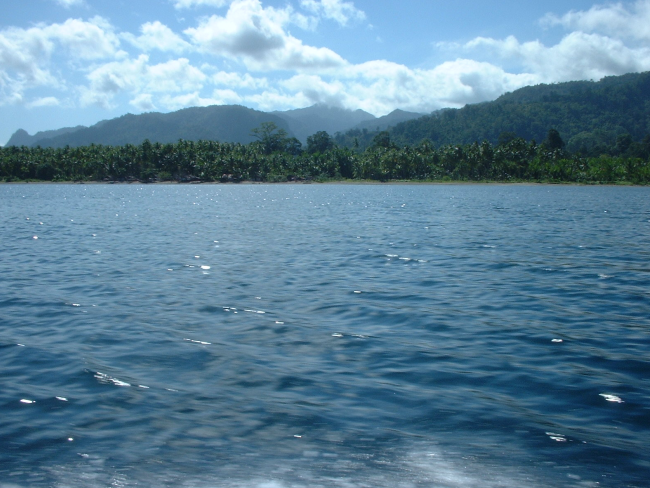
Vista desde un barco hacia Tulehu, en la costa norte de Seram

Seram se ha asociado tradicionalmente con el animismo de los indígenas Alfur (o Nuaulu), un pueblo melanesio occidental que supuestamente mantuvo una costumbre de cazar cabezas hasta la década de 1940. La mayoría de la población de Seram es musulmana o cristiana debido tanto a la conversión como a la inmigración. Seram se vio afectado por el violento conflicto interreligioso que barrió la provincia de Maluku a partir de finales de 1998, lo que resultó en decenas de miles de personas desplazadas en toda la provincia, pero después del Acuerdo Malino II de 2002 se enfriaron los ánimos. Seram ha sido pacífico durante muchos años, pero ciudades como Masohi siguen divididas informalmente en secciones cristianas y musulmanas de facto. Alrededor de 7.000 personas pertenecientes a la tribu Manusela siguen el hinduismo.

## Economía
La copra, la resina, el sagú y el pescado son productos importantes. El petróleo es producido en el noreste cerca de Bula por CITIC Seram Energy, que tomó el relevo de KUFPEC (Indonesia) Limited en 2006.El campo petrolífero de Oseil se encuentra en tierra en el noreste de la isla, en el área del contrato de distribución de la producción de Seram Non-Bula. El pozo de descubrimiento fue perforado en 1993.[A finales de 2010, el Bloque Seram Non-Bula había estimado reservas probadas de petróleo de 9,7 millones de barriles. La mayor parte de la producción proviene de la formación de carbonato de Manusela Jurásico.